# Partit de la Mare Pàtria
El Partit de la Mare Pàtria (turc Anatavan Partisi, ANAP) fou un partit polític de Turquia fundat el 1983 per Turgut Özal. L'ANAP és considerat un partit nacionalista de centredreta que va donar suport a les restriccions sobre el paper que el govern pot exercir en l'economia, el que afavoreix el capital privat i l'empresa, i que permet algunes expressions públiques de la religió.
L'ANAP va tenir la majoria al govern de Turquia de 1983 a 1993. Turgut Özal va ocupar el càrrec de primer ministre de 1983 a 1989, i després el de president de 1989 a 1993. Durant aquest temps, els dirigents de l'ANAP van transformar l'economia turca en començar les reformes de lliure mercat, en particular reduint l'espai públic i avançant cap a l'empresa privada. El 1987 el govern encapçalat per l'ANAP demanà l'admissió a la Comunitat Econòmica Europea, precursora de la Unió Europea. No obstant això, aquest intent d'entrar a la CEE es va acabar quan l'ANAP criticà la Unió Duanera de la CEE i decidí que els termes d'admissió establerts per la CEE no suposaven el millor interès de Turquia i del seu poble.
Després d'aquest període, l'ANAP va tenir poques oportunitats de tornar al lideratge. El 1995 va formar una coalició amb el Partit de la Recta Via (DYP), un altre partit de centredreta, que li va permetre mantenir la seva influència un curt període. Després, de juliol 1997 a novembre 1998, l'ANAP, va retornar al capdavant del govern amb el líder Mesut Yılmaz. Això no obstant, l'ANAP, va patir una de les més grans derrotes a les eleccions d'abril de 1999 i va esdevenir el quart partit polític més gran de Turquia, amb només el 14% dels vots i 86 dels 365 escons al Parlament. Durant les eleccions de 2002, que només va obtenir 5,12% dels vots i cap escó al Parlament.Del 2008 al 2009 el seu president va ser Salih Uzun. El mateix any 2009 es va dissoldre i es va integrar en el Partit Democràtic.

## Eleccions
| Resultat de les eleccions a la Gran Assemblea Nacional | Resultat de les eleccions a la Gran Assemblea Nacional | Resultat de les eleccions a la Gran Assemblea Nacional |
| Eleccions                                              | % dels vots                                            | Membres de l'Assemblea                                 |
| ------------------------------------------------------ | ------------------------------------------------------ | ------------------------------------------------------ |
| 1983                                                   | 45,11                                                  | 211                                                    |
| 1987                                                   | 36,36                                                  | 292                                                    |
| 1991                                                   | 24,01                                                  | 115                                                    |
| 1995                                                   | 19,65                                                  | 132                                                    |
| 1999                                                   | 13,22                                                  | 86                                                     |
| 2002                                                   | 5,11                                                   | 0                                                      |

## Líders
1. Turgut Özal (1983 - 1989)
2. Yıldırım Akbulut (1989 - 1991)
3. Mesut Yılmaz (1991 - 2002)
4. Ali Talip Özdemir (2002 - 2003)
5. Nesrin Nas (2003 - 2005)
6. Erkan Mumcu (2005 - 2008)
7. Salih Uzun (2008 - 2009)